# 160 Una
160 Una é um grande asteroide localizado no cinturão principal. Ele é classificado como um asteroide tipo C com base em seu espectro. Ele possui uma magnitude absoluta de 9,08 e tem um diâmetro de 81,24 quilômetros.

## Descoberta e nomeação
160 Una foi descoberto em 20 de fevereiro de 1876 pelo astrônomo Christian Heinrich Friedrich Peters, em Clinton, Nova Iorque. Este asteroide foi nomeado em referência ao principal personagem do poema épico A Rainha das Fadas (The Faerie Queene, 1590 - 1596) de Edmund Spenser.

## Características orbitais
A órbita de 160 Una tem uma excentricidade de 0,0647476 e possui um semieixo maior de 2,7271958 UA. O seu periélio leva o mesmo a uma distância de 2,5506165 UA em relação ao Sol e seu afélio a 2,904 UA.